# Jožef Holzinger
Jožef Holzinger (Maribor, 3. travnja 1735. – Maribor, 27. ožujka 1797.), slovenski kipar.
Jedan je od glavnih predstavnika baroka u slovenskoj Štajerskoj. U svojoj radionici u Mariboru izveo je oko 70 oltara i propovjedaonica u drvu, polikromiranih ili pozlaćenih. U kasnijoj fazi arhitektura njegovih oltara poprima obilježja klasicizma.